# Åke Jonsson (motocrossförare)

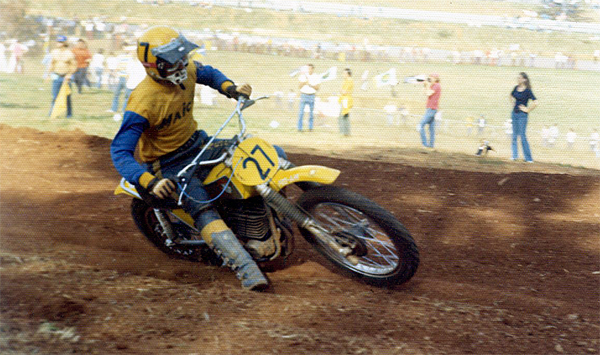
Ake Jonsson 1972 Trans-ama, St. Peters, Missouri.

Åke Jonsson, född 5 oktober 1942 i Hammerdal, Jämtland, är en svensk motocrossförare som tillhörde den absoluta världstoppen på 1960- och 1970-talet. Jonsson var vid tre tillfällen väldigt nära att vinna den individuella världsmästerskapstiteln, 1968, 1970 och kanske allra närmast 1971.
Jonsson började sin karriär på märket Husqvarna. 1964 blev han svensk mästare i 250cc före Torsten Hallman. 1964 gjorde han även sin VM-debut i Hedemoras VM-deltävling, 250cc. Första VM-deltävlingen vann han 1966, i 250cc klassen, i Schifflange, Luxemburg. 1968 ledde Jonsson VM-serien i 500cc stort efter halva säsongen, men en hel del maskinproblem och orutin gjorde att han slutade trea denna säsong. 1969 skrev Jonsson kontrakt med den västtyska fabriken Maico. 1970 blev han åter igen trea i VM 500cc, och senare detta år blev han amerikansk Inter-am-mästare.
1971 var nog Jonssons bästa år; inför den sista VM deltävlingen ledde han VM serien före Roger De Coster. Men motorcykelns tändstift skruvade ur sig när han var i ledningen, och andraplatsen i detta års världsmästerskap var ett faktum. Några veckor senare fick han dock en liten revansch genom att vinna bägge heaten i Motocross des Nations som kördes i Vannes, Frankrike. 1972 blev Jonsson skadad i mitten av säsongen, men hade trots allt chansen att ta en silvermedalj i VM. I årets sista deltävling i Ettelbruck, Luxemburg, vann han det första heatet, men i ledningen i det andra heatet, på det sista varvet, tog bränslet slut. Detta betydde en fjärdeplats totalt i 1972 års VM. På hösten samma år blev Jonsson amerikansk Trans-ama-mästare. Av elva deltävlingar vann han nio i rad.
Inför 1973 års säsong kontrakterades Jonsson på tre år av Yamaha Motor Company för att köra deras nya motorcykel med den innovativa bakfjädringen, som använde ett endämparsystem, kallat monoshock. Mycket maskinkrångel och utvecklingsarbeten på motorcykeln gjorde att toppresultaten uteblev. 1976 åkte Jonsson Maico igen, bröt nyckelbenet, men lyckades i alla fall bli åtta i VM. Efter ytterligare några år i VM var karriären över. 
Jonsson var också med i tre vinnande svenska Motocross des Nations lag, 1970, 1971 och 1974, samt tre vinnande Trophees des Nations lag, 1964, 1966 och 1967. Han är också sjufaldig svensk mästare.

## Motocrossresultat
- 1963 8:a i SM (250cc).
- 1964 Svensk Mästare (250cc) - 6:a i VM (250cc) - Trophees des Nations Mästare (Lag-VM 250cc).
- 1965 4:a i SM (250cc) - 5:a i VM (250cc).
- 1966 4:a i SM (250cc) - 5:a i VM (250cc) - Trophees des Nations Mästare (Lag-VM 250cc) - 3:a i Motocross des Nations (Lag-VM 500cc).
- 1967 Svensk Mästare (500cc) - 18:de i VM (500cc) - Trophees des Nations Mästare (Lag-VM 250cc) - 2:a i Motocross des Nations (Lag-VM 500cc).
- 1968 Svensk Mästare (500cc) - 3:a i VM (500cc).
- 1969 4:a i SM (500cc) - 13:de i VM (500cc) - 2:a i Motocross des Nations (Lag-VM 500cc) - 3:a i Amerikanska Inter-AM serien.
- 1970 3:a i SM (500cc) - 3:a i VM (500cc) - Motocross des Nations Mästare (Lag-VM 500cc) - Amerikansk Inter-AM Mästare.
- 1971 2:a i SM (500cc) - 2:a i VM (500cc) - Motocross des Nations Mästare (Lag-VM 500cc).
- 1972 Svensk Mästare (500cc) - 4:a i VM (500cc) - 2:a i Motocross des Nations (Lag-VM 500cc) - Amerikansk Trans-AMA Mästare.
- 1973 Svensk Mästare (500cc) - 4:a i VM (500cc) - 2:a i Motocross des Nations (Lag-VM 500cc).
- 1974 2:a i SM (500cc) - 7:a i VM (500cc) - Motocross des Nations Mästare (Lag-VM 500cc).
- 1975 Svensk Mästare (500cc) - 4:a i VM (500cc).
- 1976 Svensk Mästare (500cc) - 8:a i VM (500cc) - 4:a i Trophees des Nations (Lag-VM 250cc).
- 1977 3:a i SM (500cc) - 23:a i VM (500cc).
- 1978 6:a i SM (500cc) - 25:a i VM (500cc).